# Грінфілд (округ Ла-Кросс, Вісконсин)
Грінфілд (англ. Greenfield) — місто (англ. town) в США, в окрузі Ла-Кросс штату Вісконсин. Населення — 2187 осіб (2020).

## Демографія
Згідно з переписом 2010 року, у місті мешкало 2060 осіб у 727 домогосподарствах у складі 562 родин. Було 776 помешкань
Расовий склад населення:
| - 98,3 % — білих - 0,4 % — азіатів - 0,2 % — чорних або афроамериканців |

До двох чи більше рас належало 0,5 %. Частка іспаномовних становила 0,7 % від усіх жителів.
За віковим діапазоном населення розподілялося таким чином: 27,0 % — особи молодші 18 років, 59,2 % — особи у віці 18—64 років, 13,8 % — особи у віці 65 років та старші. Медіана віку мешканця становила 41,5 року. На 100 осіб жіночої статі у місті припадало 98,1 чоловіків;  на 100 жінок у віці від 18 років та старших — 92,9 чоловіків також старших 18 років.
Середній дохід на одне домашнє господарство  становив 89 811 долар США (медіана — 71 528), а середній дохід на одну сім'ю — 105 868 доларів (медіана — 90 000). Медіана доходів становила 52 031 долар для чоловіків та 50 391 долар для жінок. За межею бідності перебувало 9,5 % осіб, у тому числі 5,8 % дітей у віці до 18 років та 20,8 % осіб у віці 65 років та старших.
Цивільне працевлаштоване населення становило 1144 особи. Основні галузі зайнятості: освіта, охорона здоров'я та соціальна допомога — 30,2 %, роздрібна торгівля — 15,6 %, виробництво — 13,4 %.